# District d'Angónia
Pour les articles homonymes, voir Angonia.
Angónia est un district de la province de Tete, au centre-ouest du Mozambique. Dans cette région s’écoule le fleuve Zambèze. Elle est frontalière avec les républiques du Malawi, de Zambie et du Zimbabwe. La capitale du district est la ville d’Ulongwe.

## Géographie
Ce district représente une surface de 3 437 km² et une population de 247 999 habitants en 1977 et de 330 378 habitants en 2005.
Elle est frontalière au nord, au nord-est et à l'est avec le Malawi, au sud, avec le district de Tsangano et au nord-ouest avec le district de Macanga.

## Administration
Ce district est divisé en 17 localités et deux postes administratifs.
La population recensée en 2005 est comme suit :
- Ulongwe, capitale : 169 690 habitants (Kalomwe, Chimwala, Dzunga, Mangane, Mawonekera et Namingonha).
- Domwe : 160 688 habitants (Bonga, Catondo, Camphessa, Chifumbe, Khombe, Liranga, Mppandula, Ndaula, N´Khame et Seze).